# Церква Святого Великомученика Юрія Переможця (Переволока)

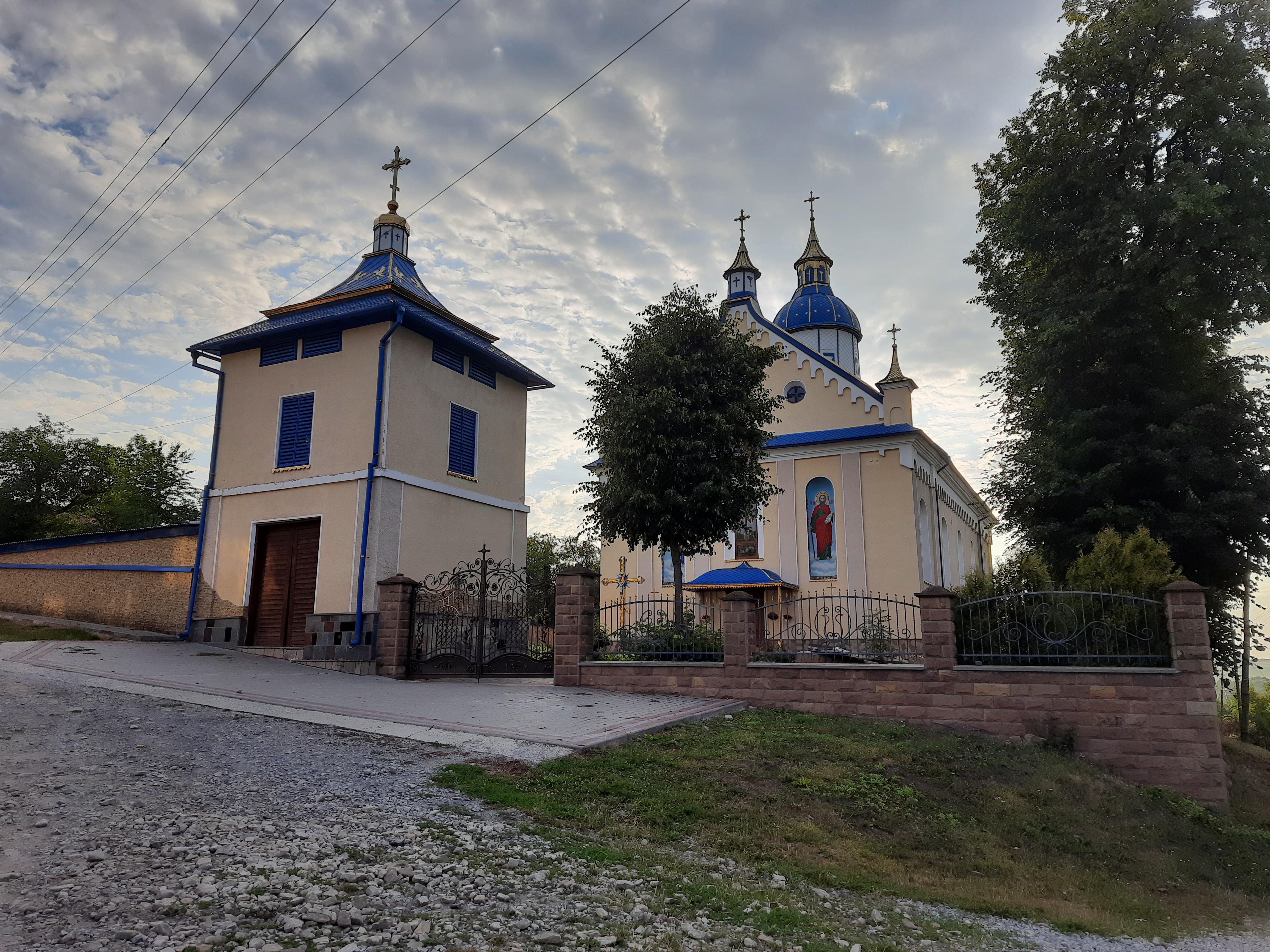
Церква Святого Великомученика Юрія Переможця

Церква Святого Великомученика Юрія Переможця в Переволоці — парафія і храм Бучацького благочиння Тернопільської єпархії Православної церкви України в селі Переволока Чортківського району Тернопільської области.

## Історія церкви
Перший храм був збудований у 1752 році. Новий освятили у 1895 році. За служіння о. Івана Павлишина церкву розписали, а також придбали плащаниці Спасителя та Успіння Божої Матері.
У 1984 році відновлений храм освятив митрополит Львівський і Тернопільський Никодим.
У 2000 році митрополит Тернопільський і Бучацький Василій відвідав парафію, відслужив Божественну Літургію та висвятив Романа Ушинського на священника.
У 2006 році о. Василій Марчишак разом з парафіянами розпочали капітальний зовнішній ремонт храму. Були встановлені нові позолочені хрести на банях, замінені металеві та дерев'яні конструкції даху, а також виконані штукатурно-малярні роботи на храмі та дзвіниці.
2 листопада 2008 року єпископ Тернопільський і Бучацький Нестор освятив оновлений храм.
На території села також знаходяться такі пам'ятки:
- У 1990 році збудована каплиця Покрови Пресвятої Богородиці.
- У 1999 році, на честь 2000-ліття Різдва Христового, збудована каплиця Різдва Пресвятої Богородиці.
- У 1991 році відновлено пам'ятний хрест на честь скасування панщини.
- У 1993 році освячено могилу борцям за волю України.
- Також відреставровано та освячено могилу, де поховано шість вояків УПА.

## Парохи
- о. Іван Олесницький (1886—1926),
- о. Іван Жарий,
- о. Василь Лотощинський,
- о. Микола Семенюк (1932—1946),
- о. Антонів,
- о. Марусин,
- о. Бабуняк,
- о. Карачевський,
- о. Жуковський,
- о. Думінський,
- о. Іван Павлишин (1973—1986),
- о. Юрій Матвіїшин,
- о. Василій Марчишак (з 1 лютого 1987).